# 新普雷斯頓 (康乃狄克州)
新普雷斯頓（英語：New Preston）是位於美國康乃狄克州利奇菲爾德縣華盛頓境內的一個村落與人口普查指定地區。

## 地理
新普雷斯頓的座標為41°40′30″N 73°21′06″W / 41.67500°N 73.35167°W，而該地最高點為海拔高度228米（即748英尺）。

## 人口
根據2010年美國人口普查的數據，新普雷斯頓的面積為20.30平方千米，當中陸地面積為19.00平方千米，而水域面積為1.30平方千米。當地共有人口1,182人，而人口密度為每平方千米58人。